# ستيف ادواردز
ستيف ادواردز (بالإنجليزية: Steve Edwards)‏ هو مذيع أخبار وممثل أمريكي، ولد في 23 أغسطس 1948 بنيويورك في الولايات المتحدة.

## أعمال

### أفلام
- (1997) بركان[10]

## وصلات خارجية
- ستيف ادواردز على موقع IMDb (الإنجليزية)
- ستيف ادواردز على موقع قاعدة بيانات الفيلم (الإنجليزية)